# Kruti Horby
Kruti Horby (ukr. Круті Горби) – wieś na Ukrainie, w obwodzie kijowskim, w rejonie białocerkiewskim, w hromadzie Taraszcza. W 2001 liczyła 727 mieszkańców, spośród których 718 wskazało jako ojczysty język ukraiński, 8 rosyjski, a 1 ormiański.